# Pilatus Aircraft
Die Pilatus Aircraft Ltd. bzw. Pilatus Flugzeugwerke AG ist der wichtigste Flugzeughersteller der Schweiz. Am Unternehmenssitz in Stans werden Trainings- und kleinere Mehrzweckflugzeuge hergestellt. Darüber hinaus verfügt Pilatus über Tochtergesellschaften in den USA und in Australien. Eine weitere Tochtergesellschaft für den Flugzeugunterhalt, die Altenrhein Aviation AG am Flugplatz St. Gallen-Altenrhein, gehörte von 2003 bis 2015 ebenfalls zur Unternehmensgruppe. Die Unternehmensgruppe Pilatus AG erwirtschaftete 2018 mit weltweit 2283 Mitarbeitern einen Umsatz von 1,09 Milliarden Schweizer Franken.
Benannt ist das Unternehmen nach dem etwa 10 km westlich von Stans liegenden Berg Pilatus. Angrenzend an das Firmengelände liegt der Flugplatz Buochs, den die Pilatus-Flugzeugwerke für alle Test- und Ablieferungsflüge nutzen.

## Geschichte
Im August 1938 offerierte Vickers zuhanden der Kriegstechnischen Abteilung (KTA) Spitfire-Flugzeuge für die Schweizer Fliegertruppe. Der für die Werkzeugmaschinenfabrik Oerlikon von Emil Bührle tätige Rüstungsagent Antoine Gazda handelte aus eigener Initiative einen Lizenzvertrag aus und bot der Eidgenossenschaft 200 in der Schweiz gebaute Spitfires an, während zwecks Rentabilität eine noch grössere Zahl in den Export gehen sollte. Vickers war unter der Bedingung, keine Flugzeuge nach Italien oder Deutschland zu liefern, einverstanden. Am 21. Oktober 1938 entstand die «Studiengesellschaft zur Gründung einer Flugzeugfabrik AG» mit Standort Stans. Oberst Fierz von der KTA begann jedoch die eidgenössischen Behörden zu unterstützen, welche einen Bezug von Messerschmitt-Flugzeugen «ab Stange» aus Deutschland bevorzugten. Ohne die «Studiengesellschaft» führten Bührle und Gazda das Projekt weiter und gründeten mit Unterstützung der Elektrobank am 16. Dezember 1939 in Eigenregie die Pilatus Flugzeugwerke AG. Im Mai 1940 ging Gazda in die USA und bot den Briten und Amerikanern einen Lizenzbau der 20-mm-Oerlikon-Kanone an. Bis 1942 hatte er ein «Sea Skimmer» genanntes Schnellboot  entwickelt, und bis 1946 baute er den Hubschrauber Gazda Helicospeeder.
Pilatus war zunächst im Unterhalt von Militärflugzeugen tätig. In der 1989 erschienenen Jubiläumsschrift von Roland Eichenberger nannte dieser zwei namenlose Zeichnungen und einen kurzen Beschrieb aus dem Jahr 1940 die P-1. Es gebe jedoch keine Firmendokumente mit einem solchen Namen.
Das erste, wirklich in Stans gebaute Flugzeug wurde die SB-2 Pelikan, dessen Planungsgruppe an der ETH die Pilatus-Flugzeugwerke für die Fertigung auswählte. Dieses Schweizer Bergflugzeug blieb ein Einzelstück, auch wenn unter der Bezeichnung SB-5 noch Gedanken für eine Weiterentwicklung angestellt wurden.
Ab 1943 wurde nach den Bedürfnissen der Fliegertruppe die Pilatus P-2 ein Flugzeug für «Militärtraining» gebaut, mit Funk und einigen Waffen ausgerüstet, dies im Unterschied zu reinem Flugtraining. Die P-2 war mit einem Holzflügel gebaut, mit metallbeplankten Flossen und stoffbespannten Rudern. Pilatus nutzte diverse Bauteile von jenen Flugzeugen, für welche die Firma einen Wartungsauftrag hatte, so stammten Fahrwerk und Höhenruder- und Landeklappenantrieb von der Me-109.
Mit der P-2 und der späteren P-3 erlangte das Werk langsam seine Bedeutung im Bereich von Trainingsflugzeugen, auch wenn die P-3 erst einen einzigen Kunden im Ausland hatte. Mit dem legendären PC-6, auch Pilatus Porter genannt, wurde ab 1959 das zweite Standbein im Mehrzweckflugzeugmarkt aufgebaut.
Pilatus baute neben der SB-2 Pelikan zwei weitere Prototypen, die nicht in Serie gingen und Einzelstücke blieben: Mit der P-4 wurden wertvolle Daten für die spätere PC-6 gewonnen, die Ausführung der P-4 mit Holzflügeln und dem stoffbespannten Rumpf war jedoch nicht zukunftsträchtig, zudem war das Werk ausgelastet mit dem Lizenzbau der Rümpfe von Vampire- und Venom-Flugzeugen. Für die Kunden der PC-6, welche eine bessere Motorenleistung wünschten, entwickelte Pilatus die zweimotorige PC-8 Twin Porter auf Basis der PC-6. Die einzige PC-8 (Luftfahrzeugkennzeichen: HB-KOA) wurde auch am Aerosalon in Paris vorgestellt. In der Zwischenzeit hatte Pilatus aber mit der Umrüstung der PC-6 mit einem Turbopropaggregat eine effektivere und einfachere Leistungssteigerung erreicht (PC-6T), die einzige PC-8 wurde verschrottet.
Zwei Projekte von Pilatus kamen über eine grobe Planung nicht heraus: Die Pilatus P-5 war ein Entwurf für ein Kampffeldbeobachtungs- und Artillerie-Einweisungsflugzeug, während unter der Bezeichnung Pilatus PC-10 verschiedene zweimotorige taktische Transportflugzeuge entworfen worden waren.
Ab den späten siebziger Jahren löste die von einer Turboprop getriebene Pilatus PC-7 die P-3 ab. Über 450 Stück konnten davon in den nächsten Jahrzehnten abgesetzt werden. Am 3. Oktober 1982 wurden die Pilatus-Flugzeugwerke in Stans Ziel eines Brandanschlags. Mitte der 1980er Jahre ergänzte die leistungsstärkere Pilatus PC-9 das Angebot von Pilatus Aircraft im Markt für Trainingsflugzeuge. Das neueste Trainingsflugzeug aus Stans ist die PC-21; das Typenzertifikat wurde Ende 2004 vom Bundesamt für Zivilluftfahrt erteilt. Während eines Trainingsfluges Mitte Januar 2005 stürzte ein Prototyp der PC-21 ab. Das darauf verhängte Flugverbot für den Typ konnte jedoch schon bald wieder aufgehoben werden, da sich herausstellte, dass der Unfall durch einen Pilotenfehler ausgelöst worden war.
Da nach dem Ende des Kalten Krieges deutlich weniger Kampfpiloten auszubilden waren und folglich weniger Trainingsflugzeuge abgesetzt werden konnten, fokussierte sich Pilatus Aircraft in den neunziger Jahren wieder stärker auf den Mehrzweckflugzeugmarkt. Die PC-12 schuf ab 1994 eine neue Klasse von effizienten einmotorigen Mehrzweckflugzeugen mit Turboproptriebwerk. Sie wies bei weit niedrigeren Betriebskosten ähnliche oder bessere Flugleistungen als viele ihrer mehrmotorigen Konkurrenten auf. Bis Juli 2017 konnte Pilatus ca. 1500 PC-12 absetzen. Die PC-12 kostet ab 2,9 Mio. USD und ist mit 3,5 Mio. USD schon voll ausgestattet. Im Mai 2023 feierte Pilatus die Auslieferung des 2000. PC-12.
Pilatus stellte als Subunternehmen der RUAG Aerospace Teile (Outerwings) für die Schweizer F/A-18 her. Auch vorher war Pilatus bei allen Lizenzfertigungen von Jets und Hubschraubern für die Schweizer Armee als Zulieferer beteiligt und wäre auch bei der FFA-P-16-Produktion (die jedoch storniert wurde) beteiligt gewesen. Pilatus stellt als Subunternehmen der RUAG Teile für Airbus und Boeing her und führt auch im Auftrag von RUAG Wartungsarbeiten an Luftfahrzeugen wie z. B. dem AS332 Super Puma durch.
Im Jahre 2011 begann Pilatus mit den Planungen eines Business Jets unter dem Namen Pilatus PC-24. Es ist das erste Düsenflugzeug der Pilatus. Am 21. Mai 2013 enthüllte Pilatus das Konzept an der «European Business Aviation Convention & Exhibition» (EBACE) in Genf und präsentierte den Prototyp zum 75-Jahr-Jubiläum des Unternehmens am 1. August 2014 am Firmensitz in Stans. Der Prototyp des zweistrahligen Jets hob am 11. Mai 2015 nach nur knapp 600 Metern von der Startbahn erstmals zu seinem 55-minütigen Jungfernflug ab. Der zweite Prototyp (HB-VXB) hatte seinen Erstflug am 16. November 2015. Der Erstflug des dritten und letzten Prototyps «P03» HB-VSA fand am 6. März 2017 statt. Der erste PC-24 wurde im März 2018 an das Flugzeug-Sharing-Unternehmen PlaneSense aus Colorado übergeben. Die gesamten Entwicklungskosten für den Pilatus PC-24 betrugen über 500 Mio. Schweizer Franken.
Im Geschäftsjahr 2018 wurde erstmals ein Umsatz von mehr als einer Milliarde Schweizer Franken erzielt. Beobachter rechnen das vor allem den Verkäufen der PC-24 an, von der 18 Maschinen ausgeliefert werden konnten. Daneben wurden 80 PC-12 NG, 27 PC-21 sowie drei PC-6 verkauft; in den Büchern standen Mitte 2019 noch Flugzeugbestellungen im Wert von 2,1 Milliarden Schweizer Franken. Von den 2283 Mitarbeitern sind mehr als 90 % in der Schweiz beschäftigt. Im Jahr 2022 lieferte Pilatus 133 Flugzeuge aus. Für das Jahr 2023 war der Bau einer neuen Halle für den Flugzeugunterhalt angesetzt. In Ennetbürgen wurde ein zusätzliches Gebäude für Composite-Bauteile geplant. 2024 übernahm Pilatus von RUAG den Bereich Ruag Aerostructures Schweiz mit Sitz am Militärflugplatz Emmen mit allen rund 230 Mitarbeitern. 2024 konnte Pilatus trotz anhaltender Lieferkettenprobleme 153 Flugzeuge ausliefern und erwirtschaftete damit einen Gewinn von 243 Mio. CHF. Im Bereich Trainingsflugzeuge gewann Pilatus mit der Royal Canadian Air Force einen wichtigen neuen Kunden. Im Februar 2025 wurde bekannt, dass Pilatus erstmals auch die überarbeitete PC-7 MKX an die Koninklijke Luchtmacht verkaufen konnte.

## Flugzeugtypen Pilatus Aircraft
| Bild | Name          | Beschreibung                                       |
| ---- | ------------- | -------------------------------------------------- |
|      | Pilatus SB-2  | 1941 STOL Transporter, nur 1 Prototyp              |
|      | Pilatus P-1   | 1941 Trainer, nur Projekt                          |
|      | Pilatus P-2   | 1945 Trainer Serienproduktion                      |
|      | Pilatus P-3   | 1953 Trainer Serienproduktion                      |
|      | Pilatus P-4   | 1948 STOL Transporter, 1 Prototyp                  |
|      | Pilatus P-5   | 1951 Artillerie-Kampffeld-Beobachtung, nur Projekt |
|      | Pilatus PC-6  | 1959 STOL Transporter, Serienproduktion            |
|      | Pilatus PC-7  | 1966 Turboprop Trainer, Serienproduktion           |
|      | Pilatus PC-8D | 1967 STOL Transporter, 1 Prototyp                  |
|      | Pilatus PC-9  | 1984 Turboprop Trainer, Serienproduktion           |
|      | Pilatus PC-10 | 1970 STOL Transporter, nur Projekte                |
|      | Pilatus PC-11 | 1972 Segelflugzeug, Serienproduktion               |
|      | Pilatus PC-12 | 1991 Transport/biz Turboprop, Serienproduktion     |
|      | Pilatus PC-21 | 2001 Turboprop Trainer, Serienproduktion           |
|      | Pilatus PC-24 | 2014 Transport/biz jet, Serienproduktion           |

## Hauptaktionäre
Die zwei Hauptaktionäre sind die Ihag Holding AG (Nachkommen der Waffen-Dynastie Bührle) und die Beteiligungsgesellschaft Southfield des Schweizer Investors Jörg F. Burkart.

## Pilatus Britten-Norman
Im Jahr 1979 übernahm Pilatus Aircraft das britische Unternehmen Britten-Norman, das robuste und auf einfache Verhältnisse zugeschnittene Mehrzweckflugzeuge herstellt. 1998 verkaufte Pilatus das Unternehmen wieder, bis dahin wurden die Typen Islander und Trislander unter dem Firmennamen Pilatus Britten-Norman vertrieben.

## Pilatus-Segelflugzeuge

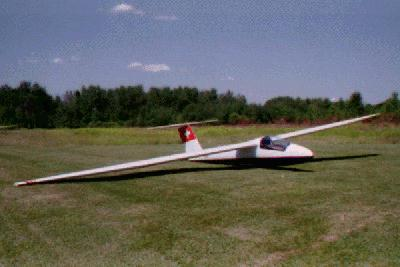
Pilatus Segelflugzeug

In den 1970er Jahren begab sich die Firma Pilatus mit der Serienproduktion des Ganzmetall-Segelflugzeugs B4 auf ein neues Gebiet.
Die B4 – «B» steht für Basten (Rheintalwerke G. Basten), in der die Entwicklung erfolgte – wurde von den deutschen Ingenieuren Ingo Herbst, Manfred Küppers und Rudolf Reinke entwickelt und konnte ihren Erstflug Ende 1966 durchführen. Nach umfangreichen Marktforschungen entschlossen sich die Pilatus-Werke 1970, die B4 in ihr Produktionsprogramm aufzunehmen. Die ganze Konstruktion wurde überarbeitet und den verschärften Bauvorschriften angepasst, sodass die Zusatzbezeichnung PC-11 gerechtfertigt erschien. Die erste B4/PC-11 führte ihren Jungfernflug am 5. Mai 1972 durch. Die B4/PC-11 ist ein Segelflugzeug der Standardklasse und eignet sich für den Gruppenbetrieb wie für den Leistungspiloten, aber auch für Höhen- und Wolkenflüge und vor allem für uneingeschränktes Kunstflugtraining. Bis zum Verkauf der Produktionsrechte an die japanische Firma Nippi konnten weltweit 322 Ganzmetall-Segelflugzeuge B4/PC-11 ausgeliefert werden.
Mit zusätzlichen Stringern am Rumpf sind auch gerissene und gestossene Figuren zulässig, die Bezeichnung ist dann B4/PC-11AF.

## Kritik

### Waffenexporte in Konfliktländer

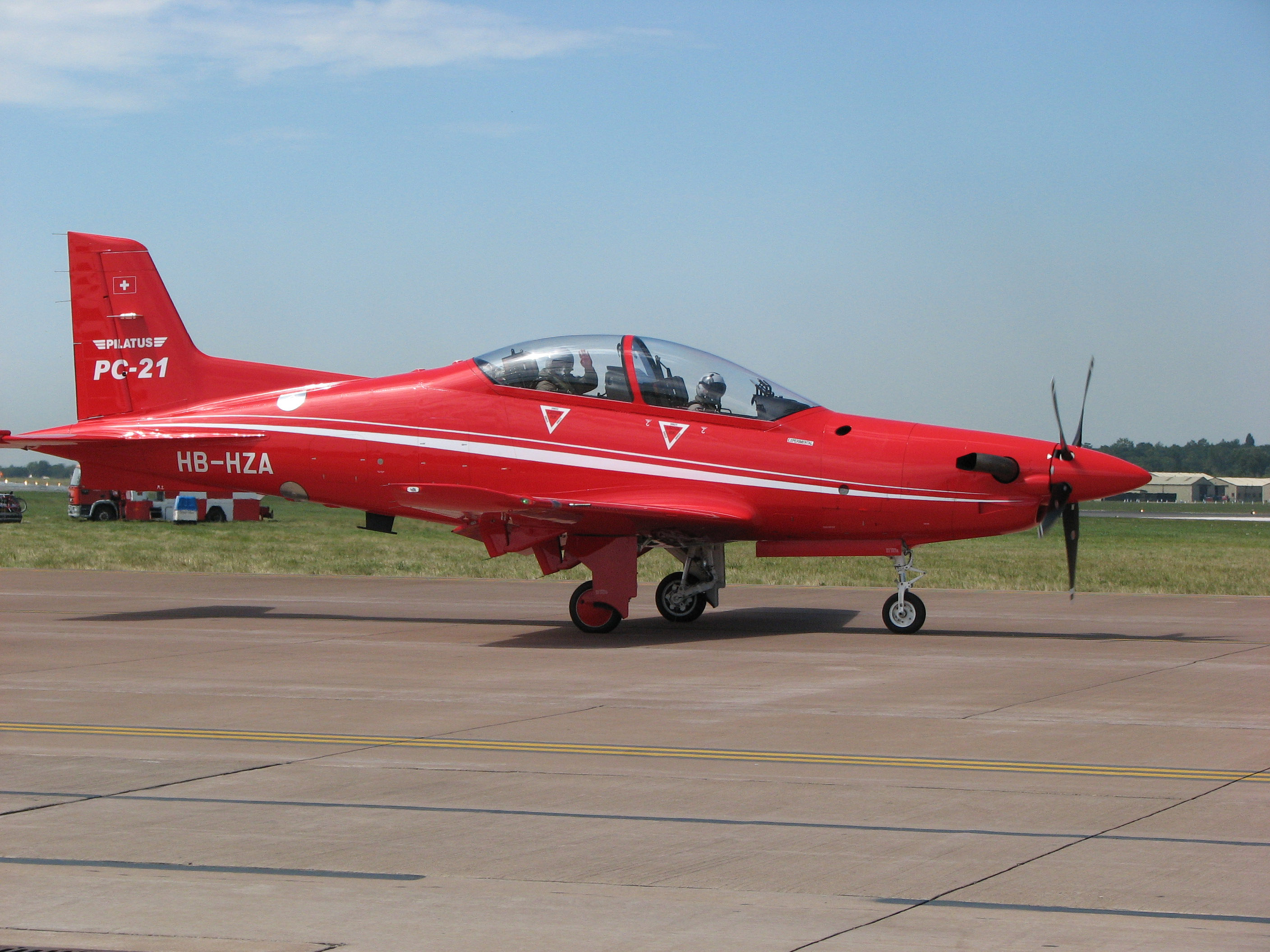
Trainingsflugzeug Pilatus PC-21

Die Turboprop-Trainingsflugzeuge wurden vor allem an Luftstreitkräfte verkauft. Die Firma kam seit den 1970er Jahren immer wieder in die Schlagzeilen, weil sie mit Waffenbehältern ausrüstbare Versionen in Entwicklungsländer verkaufte.
Der Export von militärischen Trainingsflugzeugen untersteht nicht dem schweizerischen Kriegsmaterialgesetz, sondern dem Güterkontrollgesetz. Deshalb können Lieferungen von solchen Flugzeugen von den Behörden nur unterbunden werden, wenn gegen ein Empfängerland ein von der UNO verhängtes Waffenembargo besteht. Dies wird seit den 1970er Jahren von Menschenrechts- und Friedensorganisationen kritisiert, da Pilatus-Trainingsflugzeuge in verschiedenen Entwicklungsländern und Krisengebieten nachträglich bewaffnet und zur Luftnahunterstützung eingesetzt wurden.
So gab der Bundesrat 1989 bekannt, dass Pilatus-Flugzeuge in Burma und Guatemala gegen die Zivilbevölkerung eingesetzt wurden. Wenig später wurde publik, dass die irakische Armee unter Saddam Hussein mit Pilatus-Flugzeugen Einsätze gegen kurdische Aufständische im Nordirak flog. Im Januar 1994 wurden Pilatus-Flugzeuge gegen zapatistische Bauerndörfer in Chiapas (Mexiko) eingesetzt. Vermutungen, wonach die tschadische Armee Pilatus-Flugzeuge gegen Flüchtlingslager in Darfur einsetzt, bestätigten sich im Januar 2008. Der Export von mehreren PC-9 war bereits im Jahr 2006 von verschiedenen Organisation kritisiert worden.
Pilatus-Flugzeuge vom Typ PC-9 waren Teil des umstrittenen «Al Yamamah»-Geschäfts zwischen Grossbritannien und Saudi-Arabien, später wurden in einem weiteren Geschäft neben 22 Hawk-Trainingsflugzeugen von BAE Systems auch 55 PC-21 ab 2014 ausgeliefert. 2017 wurde ein Vertrag über die Wartung dieser Maschinen durch Pilatus-Mitarbeiter vor Ort abgeschlossen. Das EDA ging davon aus, dass solche Verträge mit Luftwaffen von mehreren am Jemen-Krieg beteiligten Nahost-Staaten dem Bund nicht ordnungsgemäss nach Art. 935.41 gemeldet wurden, und begann im Januar 2019 mit einer Prüfung dieser Dienstleistungen. Nachdem das EDA diese Dienstleistungen untersagt hatte, bekam Pilatus vom Bundesverwaltungsgericht recht. Das Urteil ist noch nicht rechtskräftig.

### Mutmasslicher Bestechungsfall in Indien
Pilatus Aircraft war angeblich in einen Bestechungsskandal in Indien verwickelt. 2019 leitete das indische Zentrale Ermittlungsbehörde eine Untersuchung wegen mutmasslicher Korruption im Zusammenhang mit dem Verkauf von 75 PC-7 MkII-Schulflugzeugen an die indische Luftwaffe ein. Der 2012 unterzeichnete 350-Millionen-Dollar-Deal war Berichten zufolge durch Bestechungsgelder an indische Beamte manipuliert, um den Auftrag zu erhalten.
Pilatus wurde vorgeworfen, gegen das indische Gesetz zur Korruptionsprävention von 1988 verstossen zu haben. Untersuchungen ergaben, dass Geldtransfers an Vermittler und Berater erfolgten, die angeblich an der Vermittlung des Geschäfts beteiligt waren. Im Rahmen der Untersuchung untersuchten die indischen Behörden die Beteiligung von Mittelsmännern, darunter des berüchtigten Waffenhändlers Sanjay Bhandari, der über die Dubaier Niederlassung von Offset India Solutions Private Limited 50 Millionen Dollar erhalten haben soll. Pilatus verweigerte eine Stellungnahme und Indien kündigte einen Vertrag über den Kauf weiterer 38 Flugzeuge des Schweizer Herstellers.

## Pilatus-Flugzeuge in Kunstflugteams
| Kunstflugteam                  | Land        | Typ   | Bemerkung                                                                                        |
| ------------------------------ | ----------- | ----- | ------------------------------------------------------------------------------------------------ |
| P3 Flyers                      | Schweiz     | P-3   | ziviles Team                                                                                     |
| Patrouille Martini             | Frankreich  | PC-7  | ziviles Team                                                                                     |
| Patrouille Ecco                | Frankreich  | PC-7  | ziviles Team                                                                                     |
| Patrouille Adecco              | Frankreich  | PC-7  | ziviles Team                                                                                     |
| Les Apaches                    | Frankreich  | PC-7  | ziviles Team                                                                                     |
| Patrouille Suisse              | Schweiz     | PC-6  | Nur Support/Transport PC-6T V-622 «Felix»                                                        |
| PC-7 Team                      | Schweiz     | PC-7  |                                                                                                  |
| Silver Falcons                 | Südafrika   | PC-7  |                                                                                                  |
| Alap-Alap Formation            | Brunei      | PC-7  |                                                                                                  |
| Taming Sari                    | Malaysia    | PC-7  |                                                                                                  |
| Solo Display Team              | Niederlande | PC-7  | sowie eine F-16 und eine AH-64                                                                   |
| Blue Phoenix                   | Thailand    | PC-9  |                                                                                                  |
| Krila Oluje                    | Kroatien    | PC-9  |                                                                                                  |
| Roulettes                      | Australien  | PC-21 | Von 2018 bis 2019 Wechsel von der PC-9 auf PC-21                                                 |
| Schweizer Luftwaffe PC-21 Demo | Schweiz     | PC-21 | Schweizer Luftwaffe, wird nur vereinzelt vorgeführt um Pilatus Aircraft nicht zu konkurrenzieren |
| Pilatus Aircraft PC-21         | Schweiz     | PC-21 | zivil, Vorführung mit 1 oder 2 Flugzeugen                                                        |
| Wings of Qatar                 | Katar       | PC-21 | Die Wings of Qatar werden die Wings of Storm (PC-9) ersetzen                                     |
| Subito Team                    | Schweiz     | PC-7  | ziviles Team des Fliegermuseums Altenrhein mit drei PC-7                                         |
| Patrulla Águila                | Spanien     | PC-21 | ab Juni 2025 Wechsel von CASA C-101 auf PC-21                                                    |

## Trivia
- 1964 wurden das Gelände und die nähere Umgebung der Pilatus-Flugzeugwerke zum Drehort einiger Szenen des dritten James-Bond-Films Goldfinger. Die Pilatus-Flugzeugwerke stellen im Film Goldfingers (Gert Fröbe) Tarnfabrik Auric Enterprises dar, wo der Protagonist die Einzelteile seines als Rolls-Royce getarnten Goldes zu Goldbarren einschmelzen liess. Die Frontansicht und Frontgebäude der Pilatus-Flugzeugwerke haben sich seit 1964 verändert, aber die übrigen Gebäudeteile sind im Vergleich zu den Szenen im Film immer noch grösstenteils identisch vorhanden.
- Im 2006 entstandenen Film Vitus von Fredi M. Murer spielt Pilatus Aircraft ebenfalls eine Rolle. Vitus’ Flugbegeisterung überträgt sich auf seinen Grossvater, der in der Folge das Unternehmen besucht und sich eine PC-6 kauft, auf welcher Vitus am Schluss der Geschichte den Ausbruch in «sein» Leben zelebriert.
- Seit 2016 ist das Unternehmen Namensgeber für den Pilatus Peak in der Antarktis.